# Rodríguez de Mendoza (provincie)
| Rodríguez de Mendoza                                                | Rodríguez de Mendoza               |
| ------------------------------------------------------------------- | ---------------------------------- |
| Specia de urs cu ochelari, Tremarctos ornatos, specifică provinciei |                                    |
| Harta provinciei                                                    |                                    |
| Informații generale                                                 |                                    |
| Nume nativ                                                          | Provincia de Rodríguez de Mendoza  |
| Țară                                                                | Peru                               |
| Regiune                                                             | Amazonas                           |
| Fondare                                                             | 31 octombrie 1932                  |
| Primar                                                              | Edinson López Collazos (2011-2014) |
| - Capitală                                                          |                                    |
| - Suprafață totală                                                  | 2359 km2                           |
| - Districte                                                         | 12                                 |
| Populație                                                           |                                    |
| An recensământ                                                      | 2005                               |
| - Totală                                                            | 25 869                             |
| - Densitate                                                         | 10,97/km2                          |
| Fus orar                                                            | UTC-5                              |
| UBIGEO                                                              | 0106                               |
| Modifică text                                                       |                                    |

Rodríguez de Mendoza este una dintre cele șapte provincii din regiunea Amazonas din Peru. Capitala este orașul Mendoza. Se învecinează cu provincia Chachapoyas și cu regiunea San Martín.

## Diviziune teritorială
Provincia este divizată în 12 districte (spaniolă: distritos, singular: distrito):
- Chirimoto
- Cochamal
- Huambo
- Limabamba
- Longar
- Mariscal Benavides
- Milpuc
- Omia
- San Nicolás
- Santa Rosa
- Totora
- Vista Alegre